# Aigars Zeidaks
Aigars Zeidaks (12 febbraio 1968) è un ex cestista lettone, fino al 1991 sovietico.

## Carriera
Con la Lettonia ha disputato i Campionati europei del 1993.